# União Sionista
União Sionista (em hebraico:  המחנה הציוני, translit. HaMaḥane HaẒioni, lit. o Campo Sionista) foi uma coligação política de centro-esquerda em Israel. Ela foi estabelecida em dezembro de 2014 pelo Partido Trabalhista e Hatnuah para criar uma lista eleitoral conjunta para as eleições para o XX Knesset, realizadas em 17 de março de 2015.

## História
O Partido Trabalhista e o Hatnuah concordaram em 10 de dezembro de 2014 em formar uma candidatura conjunta. Ela foi estabelecida para criar uma grande lista eleitoral para o bloco de centro-esquerda, na esperança de liderar o 34º governo israelense. A líder do Hatnuah, Tzipi Livni, afirmou que outros partidos também poderiam se juntar à coalizão. Livni e o líder trabalhista Isaac Herzog inicialmente disseram que se a aliança ganhasse assentos suficientes para comandar o próximo governo, haveria um acordo para um revezamento no cargo de primeiro-ministro, com Herzog servindo pela primeira metade do mandato de quatro anos do Knesset e Livni pelos outros dois anos. No entanto, Livni anunciou em 16 de março de 2015 que apenas Herzog exerceria o cargo.
Manuel Trajtenberg, número 11 da lista, foi o candidato para o Ministério das Finanças. Amos Yaldin foi o candidato para o Ministério da Defesa, embora não tenha concorrido ao parlamento. O Movimento Verde também foi representado na lista através de Yael Cohen Paran, em uma posição (nº 25) reservada para membros do Hatnuah.

## Plataforma
As questões-chave da União Sionista são a solução de problemas econômicos, como a crise imobiliária e a desigualdade entre ricos e pobres, a retomada das negociações com os palestinos e a normalização das relações de Israel com os Estados Unidos, abaladas durante o governo do premiê Benjamin Netanyahu.

## Eleições legislativas de 2015

### Lista de candidatos
Estes foram os trinta primeiros candidatos da União Sionista para a eleição de 2015.
1. Isaac Herzog
2. Tzipi Livni
3. Shelly Yachimovich
4. Stav Shafir
5. Itzik Shmuli
6. Omer Bar-Lev
7. Yehiel Bar
8. Amir Peretz
9. Merav Michaeli
10. Eitan Cabel
11. Manuel Trajtenberg
12. Erel Margalit
13. Mickey Rosenthal
14. Revital Swid
15. Daniel Atar
16. Yoel Hasson
17. Zouheir Bahloul
18. Eitan Broshi
19. Michal Biran
20. Nachman Shai
21. Ksenia Svetlova
22. Ayelet Nahmias-Verbin
23. Yosef Yonah
24. Eyal Ben-Reuven
25. Yael Cohen Paran
26. Saleh Saad
27. Leah Fadida
28. Robert Tibayev
29. Moshe Mizrahi
30. Eldad Yaniv

### Resultados
Após as eleições legislativas de Israel em 2015, a União Sionista emergiu como a segunda maior força política no Knesset, com 24 assentos. Ela triunfou em Tel Aviv e seus subúrbios, assim como em outras áreas liberais. Seu sucesso aconteceu em áreas mais afluentes, vencendo em 28 das 33 mais ricas comunidades de Israel.